# Oxyopes striatus
Oxyopes striatus là một loài nhện trong họ Oxyopidae.
Loài này thuộc chi Oxyopes. Oxyopes striatus được Carl Ludwig Doleschall miêu tả năm 1857.